# Symbrenthia buruanus
Symbrenthia buruanus är en fjärilsart som beskrevs av Hans Fruhstorfer 1904. Symbrenthia buruanus ingår i släktet Symbrenthia och familjen praktfjärilar. Inga underarter finns listade i Catalogue of Life.